# Animal Attraction
Animal Attraction è il secondo album della band glam metal finlandese Reckless Love. È stato pubblicato il 7 novembre 2011 dalla Spinefarm Records e ha debuttato al numero 10 nelle classifiche finlandesi nazionali.

## Tracce
1. Animal Attraction
2. Speedin'
3. Born to Break Your Heart
4. Hot
5. Fantasy
6. Dirty Dreams
7. Dance
8. Fight
9. Switchblade Babe
10. On the Radio
11. Coconuts
12. Young & Crazy (UK Only Bonus Track)
13. Push (Japan Only Bonus Track)